# 7 Summers
〈7 Summers〉是美國鄉村歌手摩根·沃伦的歌曲，收錄於第2張錄音室專輯《Dangerous: The Double Album》（2021年）。該曲由沃倫、謝恩·麥克納利和喬什·奧斯本共同創作，喬伊·莫伊製作。沃倫起初並未打算收錄該曲至專輯，但在該曲的演示版本在社群媒體上爆紅後，他因此推翻此前決定。該曲於2020年8月14日正式作為專輯的第2首單曲發行。該曲的風格主要為鄉村和軟式搖滾，特點是掛留和弦與具層次感的吉他。歌詞方面，沃倫唱出對舊愛的懷念之情，並回憶7個夏天前的浪漫時光。
〈7 Summers〉獲樂評人正面評價，樂評人稱讚了沃倫的嗓音、莫伊的製作和整體氛圍等。《時代》將該曲評為2020年最佳歌曲第7名。該曲發行後打破Apple Music鄉村歌曲單日串流媒體紀錄。該曲發行首週在《告示牌》熱門鄉村歌曲榜奪冠，並在《告示牌》百大單曲榜獲第6名，使沃倫成為繼1999年的加斯·布鲁克斯（克里斯·蓋恩斯）後，第2位單曲發行首週進入百大單曲榜前十的單人男性鄉村歌手。該曲獲美國唱片業協會的四重白金認證。此外，沃倫為該曲發行短劇，並在《週六夜現場》演唱了該曲。

## 背景
〈7 Summers〉緣起於詞曲作者謝恩·麥克納利與他的小孩去海灘度假的經歷，那時為他第7次與家人到海灘度假。他將歌曲標題告知摩根·沃伦，後者對此產生興趣，開始與麥克納利和喬什·奧斯本創作歌曲，並邀請喬伊·莫伊擔任製作人。2020年4月，沃倫於2019冠状病毒病隔離期間獲鄉村歌手傑克·歐文指名，內容為在Instagram發表歌曲樣本。沃倫因此發布了該曲的首段主歌和副歌。沃倫起初猶豫是否要將該曲收錄至他的第2張專輯，不過他在樣本獲良好反響，並於影片分享平台TikTok獲2400萬觀看次數而爆紅後，決定將其收錄進專輯。8月4日，沃倫在TikTok回覆期待該曲發布的粉絲留言，稱該曲將於下週發行。他在該曲發行時的聲明表示：
社群媒體在該曲的發行初期扮演重要角色。這是一件很酷的事情——我從對該曲猶豫不決，到能夠把它放出來並獲得大家的反饋。看到這些回應是促成這次發行的最大因素。我認為這表明了粉絲對我和音樂的重要性。

## 詞曲

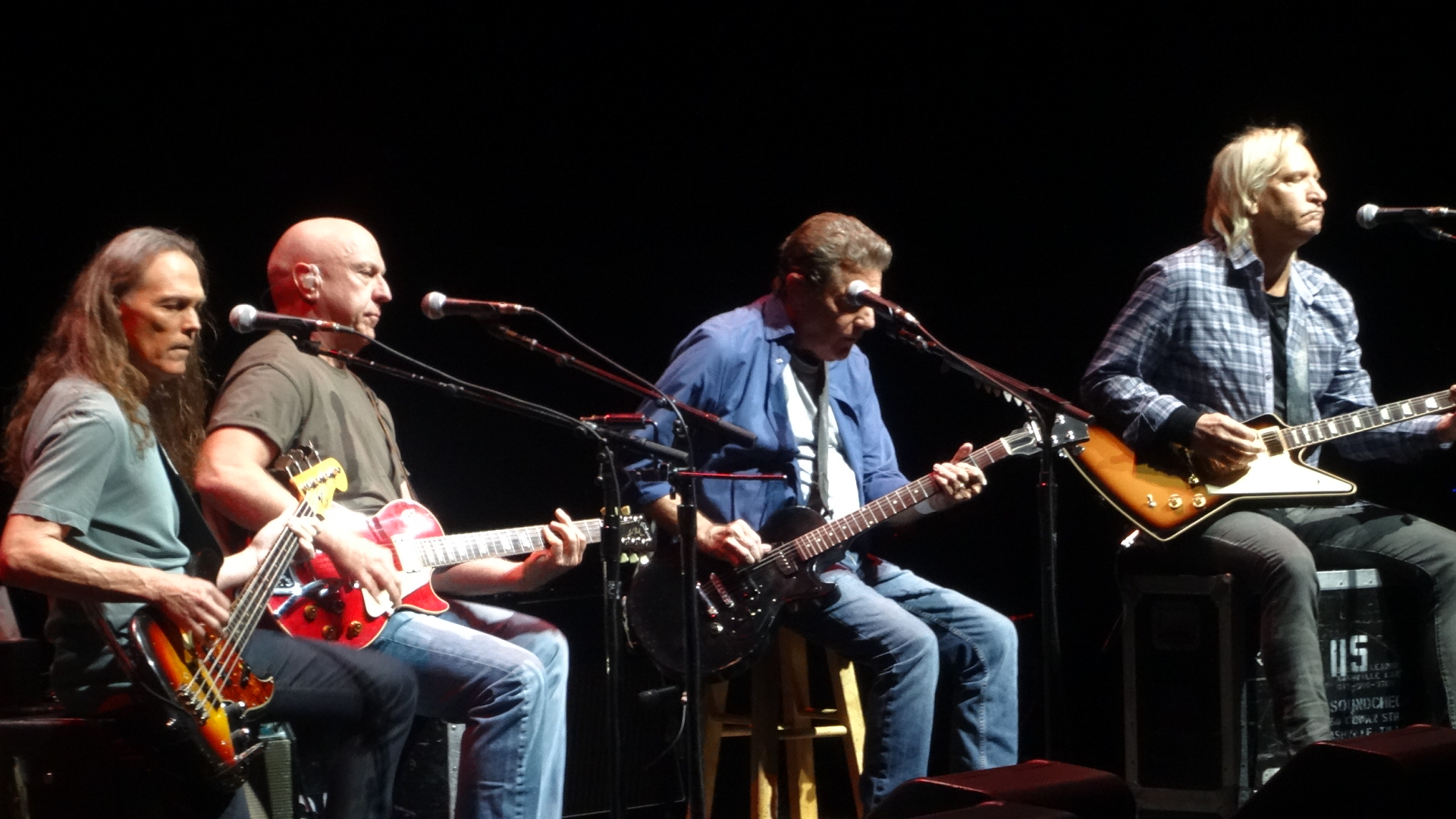
沃倫受老鹰乐队（圖）等軟式搖滾樂團的啟發

樂評人稱〈7 Summers〉是融合了1980年代鄉村音樂和軟式搖滾的歌曲。沃倫表示他的創作靈感源自佛利伍麥克和老鹰乐队等搖滾樂團，這也是他在兒時與父親一同聆聽成長的音樂。麥克納利在創作該曲時，加入了惆悵、苦樂參半等要素，迥異於他較常創作的輕快歌曲。沃倫也將他的成長經歷融入歌詞。該曲的特點為清脆響亮的掛留和弦和具層次感的吉他編排，旨在展現繁複華麗的感受，並結合「閃耀的中速律動」和「輕鬆愜意且具島嶼風情」的旋律。樂評人稱沃倫的聲音「充滿懷舊感」、「苦中帶甜」、「惆悵」和「夢幻」。該曲歌詞為沃倫回憶起7年前的夏日戀情，並思索戀人是否仍記得「那位來自东田纳西的小伙子」（即沃倫自己）。他的懷舊之情帶他回到那次難以忘懷的夏天，使回憶鮮明如昨日，而如時光穿梭般的副歌則暗示與舊愛重新來過的可能性。

## 發行與樂評
2020年8月14日，〈7 Summers〉正式發行，為沃倫第2張錄音室專輯《Dangerous: The Double Album》的第2首單曲。該曲發行後獲樂評人的正面評價，稱讚了沃倫的嗓音、莫伊的製作和歌曲的整體氛圍。《告示牌》的梅琳達·紐曼給予該曲高度評價，表示該曲使她想起20世紀中期的輕音樂，並提到「沃倫充滿惆悵的嗓音、喬伊·莫伊完美無瑕的製作和對逝去的時光、愛情的渴望，營造出溫柔卻深刻的衝擊」。《Knoxville News Sentinel》的艾莉·克勞斯稱該曲為「懷舊的夏日歌曲」。《Think Country Music》的傑米·加德認為該曲是代表該季的歌曲，表示該曲憑藉其「無法抗拒的節奏」深深吸引聽眾。《CountrySwag》的埃里卡·齊斯曼表示該曲「擁有無與倫比的意象性」。《滾石》的喬恩·弗里曼稱該曲迷人，並讚揚莫伊「富有氛圍感」的製作，認為其「完美契合沃倫故事的情感氛圍」。《時代》評該曲為2020年最佳歌曲第7名。
〈7 Summers〉自發行以來已成為粉絲最喜愛的曲目之一，媒體也常於介紹沃倫時提及該曲。

## 短劇

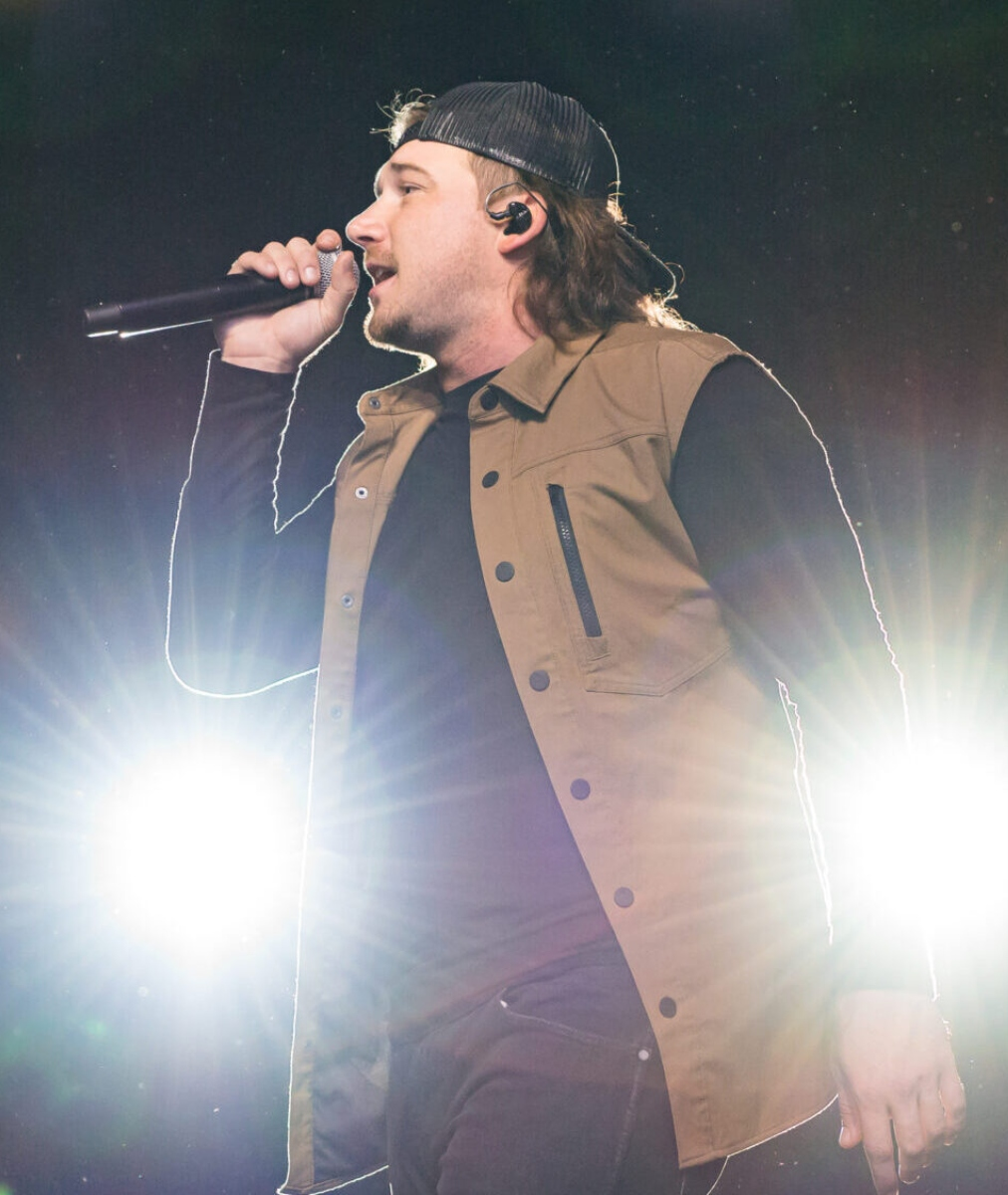
沃倫（圖）為該曲首次出演短劇

2020年11月10日，沃倫發布由賈斯汀·克勞夫執導的8分鐘電影式短劇。該劇在纳什维尔拍攝，講述了沃倫飾演的小鎮高中棒球明星的故事，他的父親迫使他追求職業棒球生涯，而他擔心可能因此與青梅竹馬離別。劇中，沃倫最終未能進入美國職業棒球大聯盟，並在回到家鄉後發現青梅竹馬有了新生活。該劇源於沃倫的人生經歷，當時他因打棒球而受傷，並在適應社区学院生活時面臨掙扎。該劇融入了他回憶高中時與女友的對話。該劇獲正面評價，評論員讚揚沃倫的演技及短劇的電影風格。此外，該劇為沃倫專輯《Dangerous: The Double Album》的預熱，他表示劇中可找到專輯的發行日期。粉絲透過該線索找到數字「1」、「8」和「21」，暗示專輯將於2021年1月8日發行，而專輯也正於該日發行。

## 商業表現
〈7 Summers〉在Apple Music打破鄉村音樂發行首日播放量的紀錄，達460萬次，並於全球榜獲第3名。該曲也打破了Spotify單人歌手的鄉村歌曲首日播放量紀錄。該曲在美國《告示牌》百大單曲榜上首週獲第6名，為沃倫首次進入榜單前十的歌曲，也是繼1999年加斯·布鲁克斯（克里斯·蓋恩斯）以〈Lost in You〉打入前十名後，第2首由男性鄉村歌手首發即進入前十的單曲。此外，沃倫也因此成為《美國之聲》出身的首位獲前十單曲的歌手。該曲於《滾石》百大單曲榜獲第3名，為該榜史上名次最高的單人鄉村歌曲。
2021年2月，該曲獲《告示牌》Country Airplay榜單第15名，為沃倫自2017年出道單曲〈The Way I Talk〉（最高排名30）以來，首次未獲該榜前十的單曲。此外，於該曲發行時，沃倫遭指控與朋友在造訪他在納什維爾的家時使用種族歧視語言，致使天狼星XM、iHeartRadio、Entercom和Cumulus Media等廣播集團指示旗下電台停播沃倫的歌曲，該曲在該榜的成績也受到影響。該曲獲美國唱片業協會三重白金認證。
〈7 Summers〉的強勁商業表現主要源自TikTok和串流播放，《洛杉磯時報》的米凱爾·伍德稱此種情形在鄉村音樂十分罕見，因鄉村音樂通常較其他類型的音樂依賴電台播放和實體銷售。他認為該曲透過串流媒體將「鄉村音樂帶入21世紀」。

## 現場表演
2020年9月10日，沃倫在德克薩斯州奧斯汀舉辦的「Tito's Handmade Vodka Presents: Made to Order Festival」首次現場演唱〈7 Summers〉。同年12月5日，他首次於《週六夜現場》出鏡，向610萬名觀眾演唱該曲。2021年1月8日，沃倫在《The Bobby Bones Show》節目中現場演唱了含〈7 Summers〉在內的專輯曲目。

## 榜单
| 榜单（2020—2021年）                 | 最高排名 |
| ----------------------------------- | -------- |
| 澳洲（TMN五十强单曲榜）             | 5        |
| 加拿大（Canadian Hot 100）          | 8        |
| 加拿大（《告示牌》Canada Country）  | 12       |
| 全球（Billboard Global 200）        | 50       |
| 新西兰（RMNZ熱門單曲榜）            | 14       |
| 美国（《告示牌》百大單曲榜）        | 6        |
| 美國（《告示牌》Adult Pop Airplay） | 36       |
| 美國（《告示牌》Country Airplay）   | 15       |
| 美國（《告示牌》热门乡村歌曲榜）    | 1        |
| 美国（《滚石》百强单曲榜）          | 3        |

| 榜单（2020年）                   | 排名 |
| -------------------------------- | ---- |
| 美国（《公告牌》熱門鄉村歌曲榜） | 51   |
| 榜单（2021年）                   | 排名 |
| 美国（《公告牌》熱門鄉村歌曲榜） | 46   |

## 銷量認證
| 地區                           | 认证    | 认证单位/销量 |
| ------------------------------ | ------- | ------------- |
| 澳大利亚（澳大利亚唱片业协会） | 白金    | 70,000‡       |
| 加拿大（加拿大音乐协会）       | 3× 白金 | 240,000‡      |
| 美国（美國唱片業協會）         | 4× 白金 | 4,000,000‡    |
| ‡僅含認證的+實際銷量           |         |               |